# Новолисино (Тосненское городское поселение)
Новоли́сино (фин. Osmola, народное название фин. Savotta — завод) — деревня в Тосненском городском поселении Тосненского района Ленинградской области.

## История
Деревня Азмола в Ижерском погосте известна с XVI века. В середине XIX века деревня называлась Княжеское Лисино или Стеклянный Завод.

КНЯЖЕСКОЕ ЛИСИНО (Стеклянный завод) — мыза владельческая при пруде, число дворов — 5, число жителей: 33 м. п., 37 ж. п. (1862 год)

В 1883 году временнообязанные крестьяне деревни Княжеское Лисино выкупили свои земельные наделы у князя Н. Б. Юсупова и стали собственниками земли.
- План деревни и мызы Новое Лисино. 1885 год

В 1885 году деревня называлась Новое Лисино и насчитывала 16 крестьянских дворов.
Согласно материалам по статистике народного хозяйства Царскосельского уезда 1888 года мыза Княжеское Лисино площадью 4887 десятин принадлежала князю Н. Б. Юсупову, она была приобретена в 1872 году.
В конце XIX века деревня административно относилась к Лисинской волости 1-го стана Царскосельского уезда Санкт-Петербургской губернии, в начале XX века — 4-го стана. По приходским данным население деревни было смешанным — финско-русским.
Согласно военно-топографической карте Петроградской и Новгородской губерний издания 1917 года деревня называлась Ново-Княжеское Лисино и насчитывала 19 крестьянских дворов.
С 1917 по 1923 год деревня Ново-Лисино входила в состав Тосненской волости Детскосельского уезда.
С 1923 года в составе Ново-Лисинского сельсовета Ульяновской волости Троцкого уезда.
С 1924 года в составе Тосненского сельсовета.
Согласно данным переписи населения СССР 1926 года в деревне Ново-Лисино проживали 160 человек — большинство русские, а также финны и латыши.
С февраля 1927 года в составе Ленинградского уезда. С августа 1927 года в составе Колпинского района.
С 1928 года в составе Больше-Лисинского сельсовета.
С 1930 года в составе Тосненского района.
- План деревни Лисино. 1931 год

Согласно топографической карте 1931 года деревня называлась Лисино и насчитывала 28 дворов. В деревне была часовня и своя школа.
По данным 1933 года деревня Лисино входила в состав Больше-Лисинского сельсовета Тосненского района.
В 1939 году деревня называлась Новое Лисино, её населяло 187 человек.
С 1 сентября 1941 года по 31 декабря 1943 года деревня находилась в оккупации.
С 1945 по 1995 год деревня была известна Тосненским автобусным заводом, который был построен на основе ремонтной базы немецких танков. По названию завода появилось обиходное название посёлка — АРЗ.
В 1951 году деревня называлась Ново-Лисино, её население составляло 186 человек, а смежного посёлка Автокузовного — 215.
В 1965 году население деревни составляло 685 человек.
По данным 1966 и 1973 годов деревня Ново-Лисино являлась административным центром Большелисинского сельсовета.
Решением Леноблисполкома № 41 от 05 февраля 1971 года посёлки авторемонтного завода Первый, Второй и Третий упразднены и включены в деревню Новолисино (Большелисинского сельсовета).
В 1975 году Новолисино населяло 1480 человек.
По данным 1990 года в деревне Новолисино проживали 1492 человека. Деревня являлась административным центром Новолисинского сельсовета в который входили 3 населённых пункта: деревни Еглизи, Куньголово и Новолисино общей численностью населения 1522 человека.
В 1997 году в деревне Новолисино Новолисинской волости население составляло 1429 человек, в 2002 году — 1357 человек (русские — 94 %).
В 2007 году в деревне Новолисино Тосненского ГП — 1318 человек.

## География
Деревня расположена в северо-западной части района на автодороге 41К-170 (Поги — Новолисино).
Расстояние до административного центра поселения — 9 км.
Расстояние до ближайшей железнодорожной станции Тосно — 15 км.

## Демография
| 2007 | 2010  | 2017  |
| ---- | ----- | ----- |
| 1318 | ↗1339 | ↘1211 |

## Транспорт
Тосненский автобус № 315.
В деревне расположена недействующая железнодорожная платформа 44 км на линии Тосно — Гатчина.

## Улицы
Газовая, Железнодорожная, Заводская, Лесная, Московская, Народная, Ольховая, Пожарный проезд, Речная, Советская, Совхозная, Хвойная, Школьная.